# Cynarin
Cynarin je ester vzniklý z kyseliny chinové a dvou molekul kyseliny kávové, je biologicky aktivní látkou v artyčoku (Cynara cardunculus).
Působí jako inhibitor chuťových receptorů, čímž způsobuje dojem sladké chuti vody (a dalších nápojů a potravin).
Cynarin je také součástí léčiva Sulfad.